# Севен-Пойнтс (Техас)
Севен-Пойнтс (англ. Seven Points) — місто (англ. city) в США, в округах Гендерсон і Кофман штату Техас. Населення — 1370 осіб (2020).

## Географія
Севен-Пойнтс розташований за координатами 32°20′17″ пн. ш. 96°14′4″ зх. д. / 32.33806° пн. ш. 96.23444° зх. д. (32.338117, -96.234359).  За даними Бюро перепису населення США в 2010 році місто мало площу 7,16 км², з яких 7,13 км² — суходіл та 0,03 км² — водойми.

## Демографія
Згідно з переписом 2010 року, у місті мешкало 1455 осіб у 577 домогосподарствах у складі 384 родин. Густота населення становила 203 особи/км².  Було 707 помешкань (99/км²).
Расовий склад населення:
| - 93,7 % — білих - 1,0 % — чорних або афроамериканців - 0,2 % — корінних американців - 0,1 % — вихідців з тихоокеанських островів - 0,1 % — азіатів - 3,4 % — осіб інших рас |

До двох чи більше рас належало 1,6 %. Частка іспаномовних становила 10,0 % від усіх жителів.
За віковим діапазоном населення розподілялося таким чином: 24,9 % — особи молодші 18 років, 59,0 % — особи у віці 18—64 років, 16,1 % — особи у віці 65 років та старші. Медіана віку мешканця становила 41,7 року. На 100 осіб жіночої статі у місті припадало 90,4 чоловіків;  на 100 жінок у віці від 18 років та старших — 85,7 чоловіків також старших 18 років.
Середній дохід на одне домашнє господарство  становив 43 667 доларів США (медіана — 35 764), а середній дохід на одну сім'ю — 50 281 долар (медіана — 40 673). Медіана доходів становила 41 912 долари для чоловіків та 26 090 доларів для жінок. За межею бідності перебувало 31,0 % осіб, у тому числі 56,8 % дітей у віці до 18 років та 16,4 % осіб у віці 65 років та старших.
Цивільне працевлаштоване населення становило 533 особи. Основні галузі зайнятості: виробництво — 21,0 %, будівництво — 18,4 %, мистецтво, розваги та відпочинок — 9,4 %, науковці, спеціалісти, менеджери — 8,8 %.